# Olivine (rivière)
Pour les articles homonymes, voir Olivine (homonymie).
La rivière Olivine  (en anglais : Olivine River) est un cours d’eau du nord de la région du Fiordland dans l’Île du Nord de la  Nouvelle-Zélande.

## Géographie
Elle prend naissance au nord  de “Cow Saddle” et s’écoule vers le nord  puis vers le nord-ouest à travers les chutes d’«Olivine Falls » pour devenir un affluent de la rivière Pyke passant près du refuge d’’Olivine Hut’.